# Viewtiful Joe
Viewtiful Joe est un jeu vidéo de type beat them all développé par le studio Capcom Production Studio 4 pour l'éditeur japonais Capcom. Le développement du jeu a été dirigé par Hideki Kamiya et fut produit par Atsushi Inaba.
Le jeu a été édité sur GameCube en 2003. Et fut ensuite porté sur PlayStation 2 par Clover Studio en 2004.

## Système de jeu
La jouabilité plutôt unique de Viewtiful Joe est largement inspirée des jeux classiques à déroulement horizontal (side-scroller) tel que Street Gangs et Double Dragon. Joe, le personnage principal évolue dans un film et possède trois pouvoirs 'VFX' Visual Effects, qui sont destinés à agir sur les images de la pellicule (donc des images que le joueur voit) :
- Le « Ralenti » réduit la vitesse de défilement des images de la pellicule, elle donne plus d'importance à l'action. Ce qui permet non seulement aux attaques de Joe d'être plus puissantes, mais aussi de voir et de renvoyer les balles ainsi que l'habileté d'esquiver la plupart des attaques à la façon de Matrix.
- La « Vitesse Mach » augmentant la vitesse de défilement des images de la pellicule, accélérera considérablement l'action. Joe pourra alors courir à une vitesse phénoménale, porter des centaines de coups en quelques secondes et enflammer ses ennemis à cause de la chaleur dégagée.
- Le « Zoom » met en valeur le héros. Il donne à Joe l'accès à un nouveau groupe d'attaques, augmente la puissance des coups portés et également des dégâts reçus ! Le joueur devra donc éviter de zoomer dans une position défavorable.

Toutes ses facultés utilisables en combat servent également pour résoudre les énigmes du jeu, puisque ces pouvoirs ont une influence sur l'environnement. De plus, ces attaques spéciales peuvent être cumulées pour multiplier les effets produits.
L'une des attaques les plus puissantes du jeu, le « Red Hot One Hundred », est créé en activant le Zoom et en donnant des coups de poing à votre ennemi.
Le « Red hot kick » consiste en une sorte de coup de pied aérien qui s'ensuit d'une chute lente et d'une progression vers l'avant. Il peut être combiné avec « Ralenti » pour plus de dommages et « Zoom » pour devenir une attaque de feu.
Joe possède aussi une jauge VFX qui vous permet de savoir la puissance restante. Si la jauge se vide, Joe reviendra à son état normal jusqu'à ce que la première cellule de la jauge soit rechargée. Dans son état normal, Joe porte des coups bien plus faibles, ne peut plus faire de double saut et perd deux fois plus vite ses points de vies.

## Personnages
- Joe – Le héros, un super-héros fanboy qui prend vie dans ses rêves en tant que Viewtiful Joe, et dans lesquels il doit sauver Silvia de Jadow. À noter que son casque est inspiré du personnage de l'anime Casshern.
- Silvia – L'héroïne, elle fut capturée par le Jadow pour accomplir les plans machiavéliques de ce dernier. Elle fera équipe avec Joe dans la suite du jeu.
- Captain Blue – L'idole de Joe. Il donna à Joe la V-Watch qui lui permet d'utiliser ses pouvoirs VFX.
- Alastor – Un agent de Jadow qui utilise le surnom The Midnight Thunderboy. Il se considère comme le rival de Joe. Est inspiré d'un caméo de Devil May Cry.
- Charles the Third – Un agent chauve-souris de Jadow, ayant comme nom de code Dark Fiend. Arrogant et snob.
- Hulk Davidson – Un agent rhinocéros de Jadow, actif sous le nom de code Iron Ogre. Il effraie Captain Blue pendant les batailles précédentes impliquant Captain. Il utilise une hache de combat, chante et collectionne les motos.
- Gran Bruce – Un agent requin de Jadow, ayant comme nom de code Aquatic Terror. Il est considéré comme étant peu intelligent comparativement aux autres personnages du jeu.
- Another Joe – Une apparence qu'Alastor utilisa dans son premier combat contre Joe.
- Fire Leo – L'ancien chef du Jadow et son membre plus puissant. Surnommé Inferno Lord.

## Personnages jouables
En plus de Joe, le jeu a quelques autres personnages jouables :
- Silvia – Débloqué en terminant le mode Normal. Elle est la coureuse la plus rapide du jeu, mais les dommages qu'elle reçoit lui font deux fois plus mal.
- Alastor – Débloqué en terminant le mode V-Rated. Il possède les attaques les plus puissantes du jeu, possède la capacité du double saut sans même être transformé. Cependant, contrairement aux autres personnages, lors d'une transformation, sa jauge VFX diminue même sans utiliser les pouvoirs qui y sont liés. Il est également le seul à pouvoir interrompre sa transformation quand bon lui semble.
- Captain Blue – Débloqué en terminant le mode Ultra V-Rated. Il possède le saut simple le plus haut du jeu, mais ne peut double sauter. Il possède aussi la capacité de voler pour de courtes durées, mais il ne peut voir les crânes qui indique où l'ennemi attaquera.
- Dante – Débloqué seulement dans la version PlayStation 2 du jeu en finissant n'importe quel mode. En plus des coups de poing et bottés rapprochés et des attaques à l'épée, Dante peut utiliser ses deux pistolets pour attaquer un ennemi lointain. Cependant, si ses pistolets sont utilisés durant un Ralenti, les munitions seront ralenties tel lorsqu'un ennemi tire.

## Historique et développement

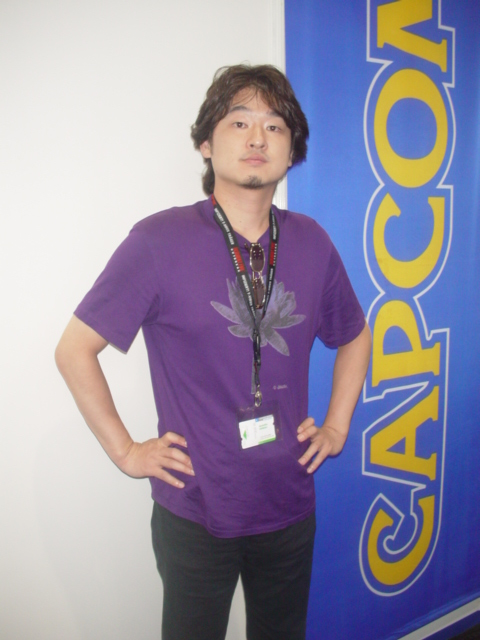
Atsushi Inaba est le producteur du jeu.

Viewtiful Joe est développé par le Capcom Production Studio 4 sur GameCube en 2003 et fait partie du « Capcom Five ».
La version japonaise sortie plus tard sur PlayStation 2 a été renommée Viewtiful Joe: A New Hope, en référence au film Star Wars, épisode IV : Un nouvel espoir.
Principaux membres de l'équipe de développement
- Réalisateur : Hideki Kamiya
- Producteur : Atsushi Inaba
- Producteur exécutif : Shinji Mikami
- Lead Engineer : Noriyuki Ohtani
- Stage Programming : Takaaki Yamanouchi, Kenji Saito
- Authoring System : Syuichiro Chiboshi
- Character Design & Modelling : Kumiko Suekane
- Stage Design & Modelling : Junko Gotoh, Yuko Nakadai
- Animation : Hidetoshi Kai
- Special Effects & Interface : Kazunori Tazaki
- Composition musicale : Masakazu Sugimori, Masami Ueda
- Sound Design : Yoshihiko Wada

Le jeu a été porté sur PlayStation 2 par Clover studio, un nouveau studio de Capcom principalement constitué par les anciens membres de chez Capcom Production Studio 4. Ce portage constitue le premier projet du studio.

## Suites et conversions
- Viewtiful Joe Revival - Cette réédition du jeu est sortie seulement au Japon sur GameCube et possède un nouveau mode Très facile pour les personnes trouvant le jeu en mode Facile encore trop dur.
- Viewtiful Joe - PlayStation 2 (sorti sous le nom de Viewtiful Joe: A New Hope au Japon) possède un nouveau personnage jouable : Dante de la série Devil May Cry de Capcom.
- Viewtiful Joe 2 - Sorti sur GameCube et PlayStation 2 au même moment.
- Viewtiful Joe: Red Hot Rumble - Sorti sur PlayStation Portable et GameCube. Le jeu inclut les personnages de la série télévisée Viewtiful Joe et les personnages des jeux précédents de la série.
- Viewtiful Joe: Double Trouble est sorti sur Nintendo DS au début de l'année 2006. Connu en tant que Viewtiful Joe Scratch! au Japon.

## La série animée
Il existe une série animée basée sur Viewtiful Joe, diffusée en 2004-2005 au Japon et produite par Capcom.
Staff :
- Conception des personnages : Ohashi Sachiko
- Réalisateur : Ishiyama Takaaki
- Mecha(nical) Design : Nagano Nobuaki
- Musique : Gokita Takehiko, Hayashi Yusuke
- Distribution aux États-Unis : Geneon Entertainment